# Сартлан
Сартла́н — бессточное озеро в России, расположенное в Барабинской низменности на территории Новосибирской области.
Озеро Сартлан — третье по величине озеро Новосибирской области, располагается на территории двух районов — Барабинского и Здвинского. Озеро располагается на высоте 110 м над уровнем моря. Площадь озера — 238 км².

## Топонимика
Название Сартлан по одной из версий произошло от слова суртан (башк.) —- щука.

## Физиография
В озеро впадает несколько небольших рек (в том числе река Карапуз), в период высокого уровня (весной) вытекает река Сарайка.
Берега Сартлана низкие, поросшие камышом. Дно озера илистое. Размах колебаний уровня — 1,7 м.
Озеро слабосолёное, питание снеговое. Замерзает в конце октября — первой половине ноября, вскрывается в конце апреля — мае. Максимальная толщина льда в марте — 1,2 м. Заморов в Сартлане не бывает.
Максимальная зарегистрированная температура воды летом — 28,7 °C.

## Животный и растительный мир
В Сартлане много рыбы, водоём считается высокопродуктивным. В озере обитают карась, окунь, сазан, пелядь, плотва, язь, щука, елец и другие виды рыб. Озеро регулярно зарыбляется, в нём проводится товарное выращивание сазана и пеляди. Сазан акклиматизировался в озере, но естественный нерест малоэффективен, и популяция поддерживается в основном за счёт молоди, производимой в рыбопитомнике. В последние годы происходит замещение промысловых видов рыб малоценными (карась, окунь, плотва).
Заросли околоводной растительности отличаются особой пышностью и разнообразием.
Численность водорослей в 1989 году составляла 50,2 млн кл./л (клеток на литр).

## Ближайшие населённые пункты
По берегам озера располагаются несколько сельских поселений. Самое крупное село — Кармакла. Среди других населённых пунктов — Новогребенщиково, Петропавловский, Малышево.

## Интересные факты
- Озеро Сартлан дало своё название малоизученной сартланской болезни (другие названия — юксовская болезнь, гаффская болезнь). Вспышки заболевания на берегах озера были отмечены в 1947—1948 годах и в 1984 году. Установлено, что погибшие люди и животные ели рыбу (в том числе прошедшую термическую обработку) из озера Сартлан. В течение трёх суток у заболевших наблюдались типичные признаки пищевого отравления, затем начинались судороги, а в конечном итоге отказывали почки и печень. Заболевание оканчивается смертью в 1—2 % случаев. Заболевание рассматривают как токсикоз алиментарной природы, то есть возникающий в результате употребления в пищу рыбы, временно приобретшей токсические свойства. Гипотезы об инфекционно-бактериальной, вирусной и паразитарной этиологии болезни не подтвердились. Считается, что рыба становится токсичной, питаясь планктоном, зараженным ядовитыми веществами, вымываемыми из грунта. Среди других версий фигурируют возможность заглатывания рыбой некоторых видов спорыньи, попадающей в воду с прибрежных тростников при повышении уровня воды в водоемах, а также синезелёных водорослей, приобретающих токсические свойства.[8] По другим данным, никаких токсинов в теле рыб обнаружено не было. Кроме Новосибирской области, вспышки заболевания отмечались в Ленинградской, Курганской, Тюменской и Харьковской областях, а также в Швеции.